# 山川義塾
山川義塾（やまかわぎじゅく）は、小学生、中学生、高校生、浪人生を対象とした学習塾・予備校である。沖縄県那覇市に校舎を開設している。有名大学への合格者も輩出しているが、特に鹿児島大学への合格者が多いことを売りとしている。

## 沿革
- 1995年（平成7年） - 鹿児島市西陵に個人塾として「山川義塾」を創業
- 2002年（平成14年） - 「株式会社 ヤマカワ イーアール・シー山川義塾」を設立

## 教室
那覇市